# Sigmistes
Sigmistes és un gènere de peixos pertanyent a la família dels còtids.

## Taxonomia
- Sigmistes caulias (Rutter, 1898)[4]
- Sigmistes smithi (Schultz, 1938)[5][6][7][8][9][10][11]